# Франс Янссенс
Франсуа (Франс) Янссенс (нід. Frans Janssens, фр. François Janssens; 25 вересня 1945, Тюрнгаут — 8 січня 2024) — бельгійський футболіст, що грав на позиції нападника.

## Клубна кар'єра
У дорослому футболі дебютував 1961 року виступами за команду «Тюрнгаут», в якій провів п'ять сезонів, один з яких у вищому дивізіоні (1963/64), взявши участь у 82 матчах чемпіонату. У складі «Тюрнгаута» був одним з головних бомбардирів команди, маючи середню результативність на рівні 0,34 гола за гру першості.
1966 року перейшов до клубу «Льєрс», за який відіграв 15 сезонів. Більшість часу, проведеного у складі «Льєрса», був основним гравцем атакувальної ланки команди і виграв Кубок Бельгії в 1969 році.
Завершив кар'єру футболіста виступами за команду «Сінт-Ніклас», в якій грав у 1981—1983 роках і 1982 року вийшов з третього до другого дивізіону країни.

## Виступи за збірну
Не провівши жодного матчу у складі національної збірної Бельгії, Янссенс поїхав з командою на чемпіонат світу 1970 року у Мексиці, але і там на поле не виходив. Лише 22 травня 1972 року дебютував в офіційних матчах за збірну в грі кваліфікації на чемпіонат світу 1974 року з Ісландією (4:0), в якому забив гол.
Через кілька тижнів він взяв участь з командою у домашньому чемпіонаті Європи 1972 року у Бельгії, на якому команда здобула бронзові нагороди, але на поле не виходив.
Вдруге та востаннє він з'явився у складі збірної 31 жовтня 1973 року у в кваліфікаційному матчі до чемпіонату світу 1974 року проти Норвегії (2:0).

## Титули і досягнення
- Володар Кубка Бельгії (1):

«Льєрс»: 1968—69